# Rete Adriatica
Con il termine Rete Adriatica (RA) viene definito il complesso di linee ferroviarie assegnate alla Società Italiana per le Strade Ferrate Meridionali con la legge delle Convenzioni del 1885. Detta rete confluì nelle Ferrovie dello Stato nel 1905.

## Storia
In seguito alle conclusioni della commissione parlamentare d'inchiesta, istituita per esaminare i gravi problemi di gestione delle società ferroviarie private italiane, favorevoli al proseguimento dell'esercizio privato, il 23 aprile 1884 furono stipulate le convenzioni tra lo Stato e tre grandi società private, per la durata di 60 anni, e vennero approvate il 6 marzo 1885.

Una carrozza costruita da Schweizerischen Industrie-Gesellschaft nel 1885.

Le convenzioni ripartivano le linee ferrate italiane in senso longitudinale rispetto alla penisola e assegnavano alla Società italiana per le strade ferrate meridionali del gruppo Bastogi l'esercizio della maggior parte della rete ferroviaria gravitante sull'Adriatico, già di sua proprietà, delle linee della Lombardia ad est di Milano, del Veneto e dell'Emilia, in parte ex SFAI e in parte ex Romane, per un totale di 4.379 km, denominandole Rete Adriatica.
Per ottenere la concessione della Rete Adriatica la società pagò allo Stato la somma di 115 milioni di lire e in seguito a ciò aggiunse alla sua ragione sociale, "Società italiana per le strade ferrate meridionali, Esercizio della Rete Adriatica".
L'annuario statistico del 1898, pubblicato dal Ministero di agricoltura, industria e commercio, indica a dicembre 1896 in 5.602 km l'estensione della Rete Adriatica. Al 31 marzo 1897 la Rete Adriatica possedeva 1111 locomotive a vapore, 3158 carrozze, 665 bagagliai e  20532 carri.
Per l'esercizio, alcune tratte strategiche e alcune grandi stazioni erano comuni con la Mediterranea; tra le più importanti, la Piacenza-Parma e la Milano-Como.
L'esercizio delle linee della Rete Adriatica da parte della Meridionale cessò il 1º luglio 1905 quando subentrarono le Ferrovie dello Stato. Sia il riscatto da parte dello Stato delle linee di proprietà della società sia la concomitante liquidazione della concessione della Rete furono attuate l'anno seguente, dopo l'approvazione della legge 15 luglio 1906, n. 324 che ufficializzava il passaggio allo Stato. Gli interessi residui della società nel campo ferroviario cessarono del tutto con il passaggio alle FS, nel 1908, delle linee laziali ancora in suo possesso.